# 대현 (기업)
대현(Daehyun Co., Ltd.)은 대한민국의 여성복 기업이다. 본사는 서울특별시 강남구 언주로 619 대현그린타워에 위치해 있다. 대표이사 신현균이다.

## 보유 브랜드
씨씨콜렉트, 주크, 모조에스핀, 듀엘

## 역사
1977년 대현상사로 설립하였으며 1982년 (주)대현으로 법인 설립하였다 2023년 오너의 아들인 신윤황 전무가 증여를 통해 최대주주가 되었다

## 참고 문헌
1. ↑  대현, 신현균 회장 단독체제 전환, 티아이엔뉴스, 2020년 11월 16일
2. ↑  신현균 대현 대표이사 회장, 비지니스포스트, 2023-10-31
3. ↑  창간 특별인터뷰 - 대현 신현균 회장, APN, 2023.03.1[깨진 링크(과거 내용 찾기)]
4. ↑  대현, 2세가 최대주주로..지분 증여, 스마트투데이, 2023.03.14